# Maria Isabella av Portugal

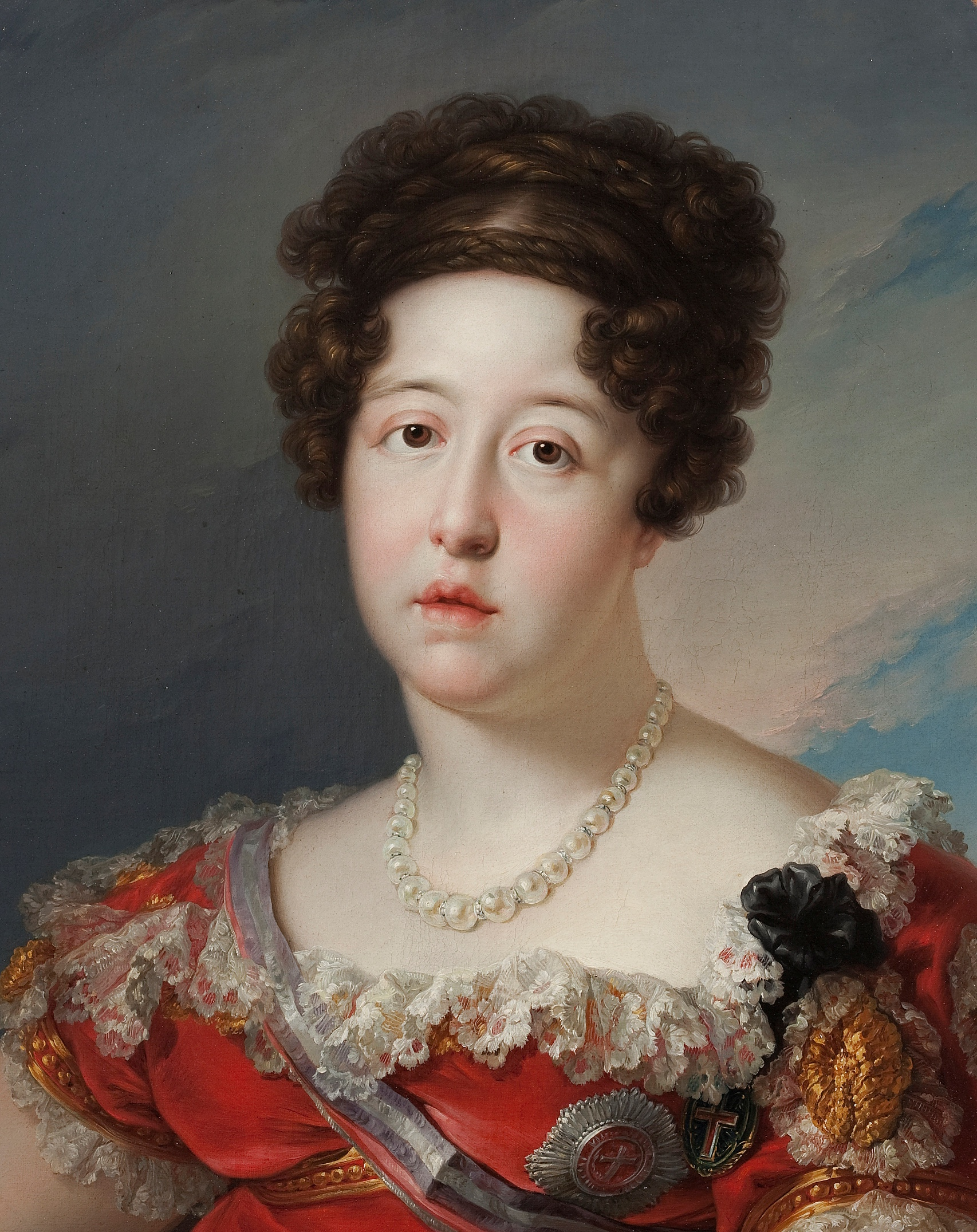
Maria Isabella av Portugal

Maria Isabella av Portugal, född 19 maj 1797 i Queluz, död 26 december 1818 i Madrid, spansk drottning, gift med kung Ferdinand VII av Spanien.

## Biografi
Dotter till kung Johan VI av Portugal och Charlotta Joakima av Spanien. Gift 1816 med sin morbror kung Ferdinand av Spanien.
Maria Isabella var intresserad av kultur, och det var hon som med sina konstsamlingar öppnade ett museum, som senare skulle bli det berömda Pradomuseet, som öppnade 1819.    
Hon fick en dotter, María Luisa Isabel, född 1817 och död 1818; 1818 var hon gravid igen. Förlossningen var svår och barnet dog innan det kom ut. Maria Isabella hade då slutat andas, och läkarna skar upp henne för att avlägsna fostret. Det visade sig då att hon inte var död : hon vaknade och skrek av smärta, varpå hon dog på riktigt.